# 이시미네촌
이시미네촌(石峰村)은 1889년 4월 1일부터 1906년 10월 1일까지 후쿠오카현 온가군에 있던 촌이다. 현재의 기타큐슈시 와카마쓰구에 해당한다.

## 역사
- 1889년 4월 1일 - 정촌제 시행에 의해 온가군 이시미네촌이 성립하였다.
- 1906년 10월 1일 - 구 와카마쓰정과 합병해 새로운 와카마쓰시가 성립하여 소멸했다.

## 참고문헌
- 角川日本地名大辞典 40 福岡県
- 『市町村名変遷辞典』東京堂出版、1990年。